# Тур Зеландии 2010
3-й выпуск Тура Зеландии — шоссейной многодневной велогонки по дорогам нидерландской провинции Зеландия. Гонка прошла с 11 по 13 июня 2010 года в рамках Европейского тура UCI 2010. Победу одержал американский велогонщик Тайлер Фаррар из команды «Garmin-Transitions».

## Участники
В гонке приняли участие 16 команд: 2 команды категории UCI ProTeam, 7 проконтинентальных команд и 7 континентальных. Всего на старт соревнования вышли 124 гонщика. До финиша доехали 116 спортсменов.
| UCI ProTeams (2)- Garmin-Transitions - Rabobank UCI Professional Continental Teams (8)- Andalucía-Cajasur - CarmioOro-NGC - ISD-Neri - Landbouwkrediet - Skil-Shimano - Topsport Vlaanderen-Mercator - Vacansoleil - Xacobeo-Galicia UCI Continental Teams (6)- Jo Piels - Palmans-Cras - Qin Cycling Team - NetApp - Van Vliet EBH Elshof - Verandas Willems |
| |

## Маршрут
Маршрут гонки состоял из пролога и двух равнинных этапов общей протяжённостью 389,8 километра.
| Этап   | Дата   | Маршрут             | type                    | Длина (км) | Победитель    | Лидер генеральной классификации |
| ------ | ------ | ------------------- | ----------------------- | ---------- | ------------- | ------------------------------- |
| Пролог | 11 июн | Хюлст – Хюлст       | индивидуальная разделка | 2,7        | Йос Ван Эмден | Йос Ван Эмден                   |
| 1      | 12 июн | Мидделбург – Гус    | равнинный               | 191,3      | Митчелл Докер | Тайлер Фаррар                   |
| 2      | 13 июн | Тернёзен – Тернёзен | равнинный               | 195,8      | Роберт Вагнер | Тайлер Фаррар                   |

## Лидеры классификаций
| Этап   |                         | Победитель _  | Генеральная классификация | Очковая       | Спринтерская  | Молодёжная    | Командная по времени _ |
| ------ | ----------------------- | ------------- | ------------------------- | ------------- | ------------- | ------------- | ---------------------- |
| Пролог | индивидуальная разделка | Йос Ван Эмден | Йос Ван Эмден             | Йос Ван Эмден | Йос Ван Эмден | Йос Ван Эмден | Rabobank               |
| 1      | равнинный               | Митчелл Докер | Тайлер Фаррар             | Тайлер Фаррар | Тайлер Фаррар | Йос Ван Эмден | Garmin-Transitions     |
| 2      | равнинный               | Роберт Вагнер | Тайлер Фаррар             | Тайлер Фаррар | Герт Омлоп    | Йос Ван Эмден | Garmin-Transitions     |
| Итог   | Итог                    |               | Тайлер Фаррар             | Тайлер Фаррар | Герт Омлоп    | Йос Ван Эмден | Garmin-Transitions     |

## Итоговое положение
| \| Генеральная классификация \| Генеральная классификация \| Генеральная классификация \| Генеральная классификация \| Генеральная классификация \| \| Гонщик \| Гонщик \| Команда \| Время \| \| \| ------------------------- \| ------------------------- \| ------------------------- \| ------------------------- \| ------------------------- \| \| 1-й \| Тайлер Фаррар \| Garmin-Transitions \| 9ч 10' 21 \| \| \| 2-й \| Йос Ван Эмден \| Rabobank \| + 8 \| \| \| 3-й \| Грэм Браун \| Rabobank \| + 9 \| \| \| 4-й \| Митчелл Докер \| Skil-Shimano \| + 10 \| \| \| 5-й \| Джек Бобридж \| Garmin-Transitions \| + 14 \| \| \| 6-й \| Йенс Моурис \| Vacansoleil \| + 17 \| \| \| 7-й \| Франсиско Вентосо \| CarmioOro-NGC \| + 17 \| \| \| 8-й \| Свейн Тафт \| Garmin-Transitions \| + 19 \| \| \| 9-й \| Аидис Круопис \| Palmans-Cras \| + 22 \| \| \| 10-й \| Стевен Катховен \| Landbouwkrediet \| + 23 \| \| |                   |                    |           |
| |                   |                    |           |
| Источник: ProCyclingStats |                   |                    |           |
| Генеральная классификация |                   |                    |           |
| Гонщик | Гонщик            | Команда            | Время     |
| 1-й | Тайлер Фаррар     | Garmin-Transitions | 9ч 10' 21 |
| 2-й | Йос Ван Эмден     | Rabobank           | + 8       |
| 3-й | Грэм Браун        | Rabobank           | + 9       |
| 4-й | Митчелл Докер     | Skil-Shimano       | + 10      |
| 5-й | Джек Бобридж      | Garmin-Transitions | + 14      |
| 6-й | Йенс Моурис       | Vacansoleil        | + 17      |
| 7-й | Франсиско Вентосо | CarmioOro-NGC      | + 17      |
| 8-й | Свейн Тафт        | Garmin-Transitions | + 19      |
| 9-й | Аидис Круопис     | Palmans-Cras       | + 22      |
| 10-й | Стевен Катховен   | Landbouwkrediet    | + 23      |

| Очковая классификация | Очковая классификация | Очковая классификация | Очковая классификация | Очковая классификация |
| Гонщик                | Гонщик                | Команда               | Очки                  |                       |
| --------------------- | --------------------- | --------------------- | --------------------- | --------------------- |
| 1-й                   | Тайлер Фаррар         | Garmin-Transitions    | 65 очков              |                       |
| 2-й                   | Грэм Браун            | Rabobank              | 54 очков              |                       |
| 3-й                   | Роберт Вагнер         | Skil-Shimano          | 46 очков              |                       |

| Очковая классификация | Очковая классификация | Очковая классификация | Очковая классификация | Очковая классификация |
| Гонщик                | Гонщик                | Команда               | Очки                  |                       |
| --------------------- | --------------------- | --------------------- | --------------------- | --------------------- |
| 1-й                   | Тайлер Фаррар         | Garmin-Transitions    | 65 очков              |                       |
| 2-й                   | Грэм Браун            | Rabobank              | 54 очков              |                       |
| 3-й                   | Роберт Вагнер         | Skil-Shimano          | 46 очков              |                       |

| Спринтерская классификация | Спринтерская классификация | Спринтерская классификация | Спринтерская классификация | Спринтерская классификация |
| Гонщик                     | Гонщик                     | Команда                    | Очки                       |                            |
| -------------------------- | -------------------------- | -------------------------- | -------------------------- | -------------------------- |
| 1-й                        | Герт Омлоп                 | Palmans-Cras               | 10 очков                   |                            |
| 2-й                        | Тайлер Фаррар              | Garmin-Transitions         | 7 очков                    |                            |
| 3-й                        | Ваутер Мол                 | Vacansoleil                | 6 очков                    |                            |

| Спринтерская классификация | Спринтерская классификация | Спринтерская классификация | Спринтерская классификация | Спринтерская классификация |
| Гонщик                     | Гонщик                     | Команда                    | Очки                       |                            |
| -------------------------- | -------------------------- | -------------------------- | -------------------------- | -------------------------- |
| 1-й                        | Герт Омлоп                 | Palmans-Cras               | 10 очков                   |                            |
| 2-й                        | Тайлер Фаррар              | Garmin-Transitions         | 7 очков                    |                            |
| 3-й                        | Ваутер Мол                 | Vacansoleil                | 6 очков                    |                            |

| Молодёжная классификация | Молодёжная классификация | Молодёжная классификация | Молодёжная классификация | Молодёжная классификация |
| Гонщик                   | Гонщик                   | Команда                  | Время                    |                          |
| ------------------------ | ------------------------ | ------------------------ | ------------------------ | ------------------------ |
| 1-й                      | Йос Ван Эмден            | Rabobank                 | 9ч 10' 29                |                          |
| 2-й                      | Митчелл Докер            | Skil-Shimano             | + 2                      |                          |
| 3-й                      | Джек Бобридж             | Garmin-Transitions       | + 6                      |                          |

| Молодёжная классификация | Молодёжная классификация | Молодёжная классификация | Молодёжная классификация | Молодёжная классификация |
| Гонщик                   | Гонщик                   | Команда                  | Время                    |                          |
| ------------------------ | ------------------------ | ------------------------ | ------------------------ | ------------------------ |
| 1-й                      | Йос Ван Эмден            | Rabobank                 | 9ч 10' 29                |                          |
| 2-й                      | Митчелл Докер            | Skil-Shimano             | + 2                      |                          |
| 3-й                      | Джек Бобридж             | Garmin-Transitions       | + 6                      |                          |

| Командная классификация по времени | Командная классификация по времени | Командная классификация по времени | Командная классификация по времени |
| Команда                            | Команда                            | Время                              |                                    |
| ---------------------------------- | ---------------------------------- | ---------------------------------- | ---------------------------------- |
| 1-й                                | Garmin-Transitions                 | 27ч 31' 57                         |                                    |
| 2-й                                | Rabobank                           | + 32                               |                                    |
| 3-й                                | Skil-Shimano                       | + 1' 32                            |                                    |

| Командная классификация по времени | Командная классификация по времени | Командная классификация по времени | Командная классификация по времени |
| Команда                            | Команда                            | Время                              |                                    |
| ---------------------------------- | ---------------------------------- | ---------------------------------- | ---------------------------------- |
| 1-й                                | Garmin-Transitions                 | 27ч 31' 57                         |                                    |
| 2-й                                | Rabobank                           | + 32                               |                                    |
| 3-й                                | Skil-Shimano                       | + 1' 32                            |                                    |